# Al-Hàssan al-Askarí
Abu-Muhàmmad al-Hàssan ibn Alí (àrab: أبو محمد الحسن بن علي, Abū Muḥammad al-Ḥasan ibn ʿAlī) (Medina vers 846 - Samarra, 1 de gener de 874), més conegut com a  Al-Hàssan al-Askarí (àrab: الحسن العسكري, al-Ḥasan al-ʿAskarī), fou l'onzè imam dels xiïtes duodecimans, conegut també com a as-Sàmit, al-Hadí, az-Zakí i altres sobrenoms. El seu pare era Alí an-Naqí, i la mare una umm wàlad de nom Hudayth o Susan.
Segons la tradició Alí an-Naqí el va designar successor poc abans de morir a Samarra el 868 (el germà gran Abu-Jàfar Muhàmmad ja havia mort) però un altre germà, Jàfar ibn Alí, es va oposar a la designació, i una part dels seguidors reconeixien només imam al fill premort(com l'imam amagat). En ser proclamat fou empresonat pel califa al-Mútamid (870-892) i va morir presoner l'1 de gener del 874 a Samarra; es va posar malalt el 25 de desembre del 873 i tot i que el califa va enviar metges per curar-lo va morir. Els hereus dels seus béns immobles foren la mare i el germà Djafar. Durant el seu període grups extremistes (gulat) van realitzar activitats que ja havien començat sota el seu pare, principalment els Namiriyya (seguidors de Muhàmmad ibn Nussayr al-Namirí) a Kufa; els Ishaqiyya (seguidors d'Ishaq ibn Muhàmmad Nakai al-Basrí) a Bàssora, Bagdad i Madain; i els Hassakiyya (seguidors d'Alí ibn Hasaka) a Qom.
Els seus seguidors es van dividir a la mort entre els que suposaven que Déu el ressuscitaria, altres que havia deixat un fill de nom Muhàmmad al-Kaïm, o altres (un fill amb una concubina, un fill pòstum, etc.), i altres que havia deixat l'imamat al seu germà Jafar o un altre germà, Muhàmmad ibn Alí. De tots els grups només els imamiya, que deien que Déu faria aparèixer un nou imam, van subsistir.